# Andreas Zülow
Andreas Zülow est un boxeur allemand né le 23 octobre 1965 à Ludwigslust.

## Carrière
Il devient champion olympique des poids légers aux Jeux de Séoul en 1988 après sa victoire en finale contre le Suédois George Cramne. Zülow remporte également au cours de sa carrière la médaille d'argent aux championnats du monde de Moscou en 1989, la médaille de bronze à Reno en 1986 dans la catégorie poids plumes et la médaille d'argent aux championnats d'Europe de Göteborg en 1991 en super légers.

## Parcours auxJeux olympiques
Jeux olympiques d'été de 1988 à Séoul (poids légers) :
- Bat Patrick Waweru (Kenya) aux points 5 à 0
- Bat Giorgio Campanella (Italien) aux points 5 à 0
- Bat Kostya Tszyu (URSS) aux points 3 à 2
- Bat Mohamed Regazy (Égypte) aux points 5 à 0
- Bat Romallis Ellis (États-Unis) aux points 5 à 0
- Bat George Cramne (Suède) aux points 5 à 0